# IMBdx
주식회사 IMBdx는 대한민국의 체외진단 전문기업이다.

## 역사
2018년 서울대학교 암병원장과 정밀의료센터장을 지낸 김태유 서울대 교수와 방두희 연세대 화학과 교수, 그리고 문성태 대표가 함께 창업하였다.

## 사업
암 전주기에 대한 ctDNA 액체생검 기술을 개발해 사업하였다.